# Władysław Belina-Prażmowski

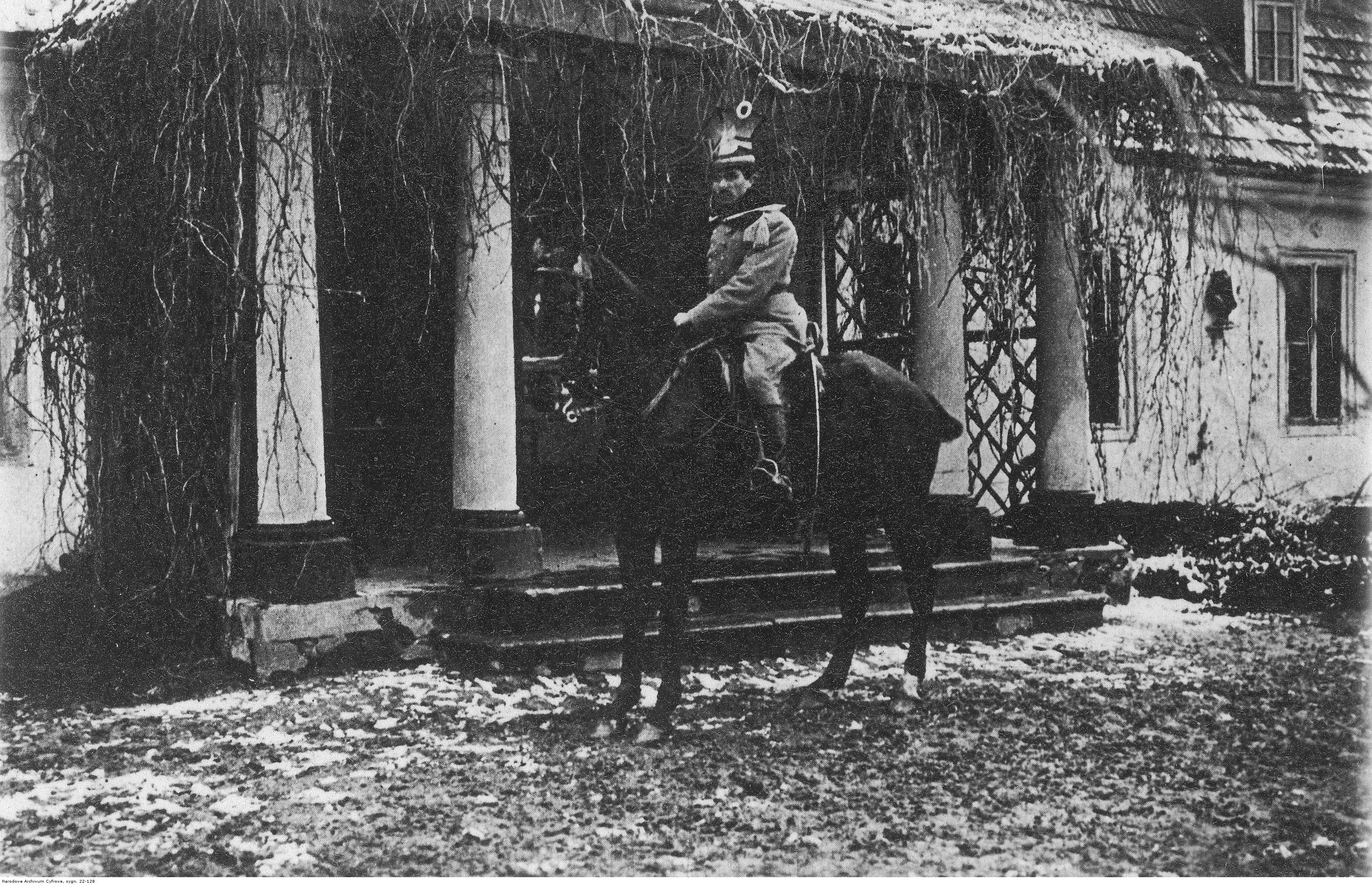
Władysław Belina-Prażmowski na koniu przed dworkiem w Zagaju

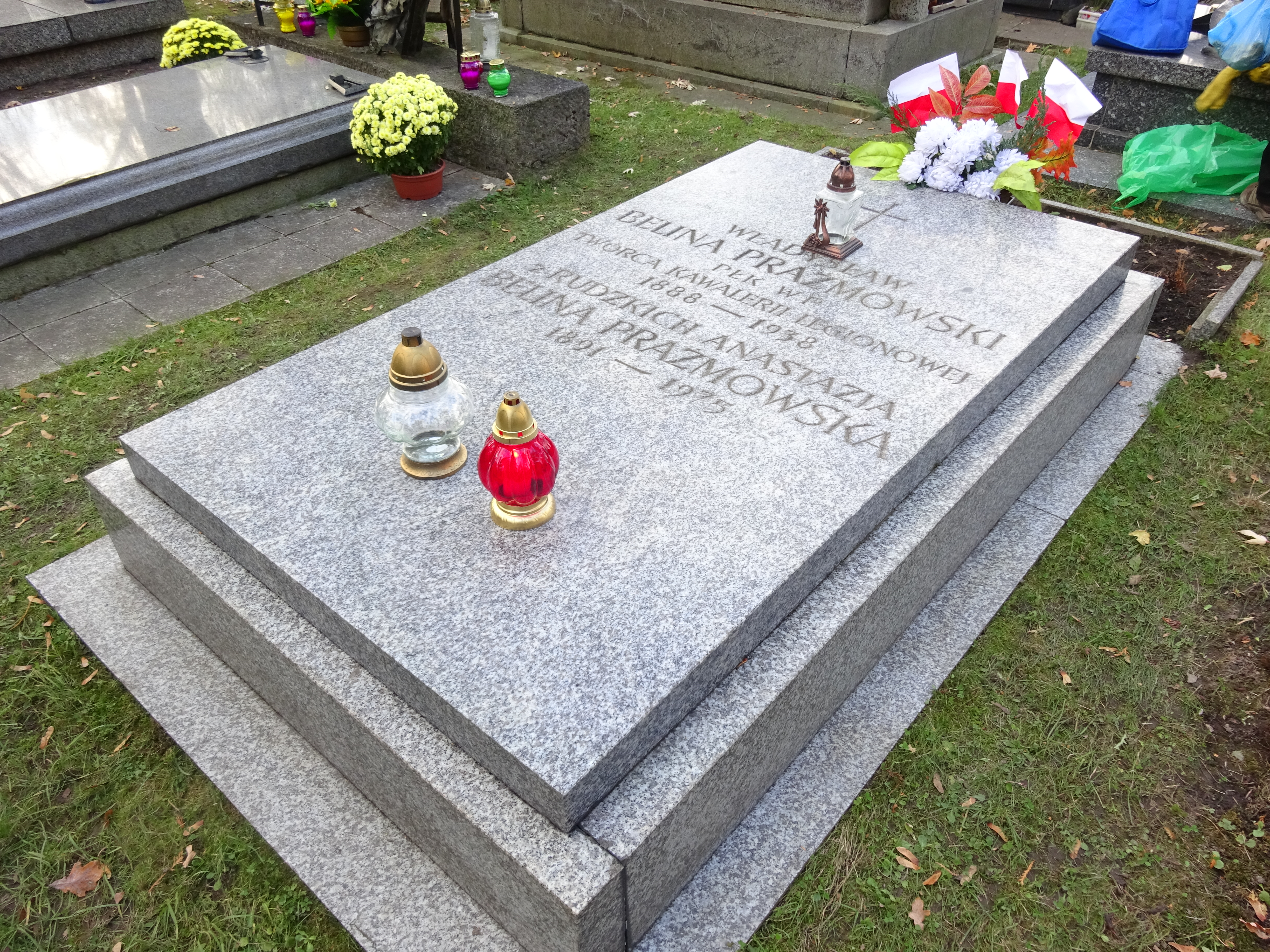
Grobowiec Władysława Beliny-Prażmowskiego na cmentarzu Rakowickim w Krakowie

Władysław Zygmunt Belina-Prażmowski (ur. 3 maja 1888 w Ruszkowcu, zm. 13 października 1938 w Wenecji) – polski wojskowy i  urzędnik samorządowy II Rzeczypospolitej, w latach 1931–1933 prezydent Krakowa, w latach 1933–1937 wojewoda lwowski; pułkownik kawalerii Wojska Polskiego, kawaler Orderu Virtuti Militari.

## Życiorys
Urodził się w Ruszkowcu, w rodzinie Hipolita, ziemianina, powstańca 1863, i Bronisławy z Dudelskich . Uczył się gimnazjum w Radomiu, z którego został w relegowany w 1905 r. za udział w strajku szkolnym. Następnie edukację kontynuował w Warszawie, gdzie w 1905 r. zdał maturę w Gimnazjum Mariana Rychłowskiego. Od 1909 studiował na Politechnice Lwowskiej, po czym w 1913 przeniósł się na Akademię Górniczą w Leoben, gdzie uzyskał absolutorium.
Od 1909 był członkiem Związku Walki Czynnej, uzyskując stopień oficerski chorążego oraz należał do Związku Strzeleckiego. W 1911 roku awansował na porucznika. Tworzył oddziały Związku podczas pobytu we Francji, Belgii i Szwajcarii. W 1913 został zastępcą komendanta Okręgu Krakowskiego ZWC, a w 1914 objął dowództwo szkolnej kompanii wakacyjnej. 2 sierpnia 1914 objął dowództwo siedmioosobowego patrolu, który w nocy dnia następnego wkroczył do zaboru rosyjskiego. Ten sam patrol, już w mundurach, konno i uzbrojony, ponownie przeszedł 6 sierpnia kordon graniczny i stoczył bezkrwawą potyczkę z rosyjskimi policjantami stając się tym samym pierwszym oddziałem kawalerii legionowej (tzw. „siódemka Beliny”). 13 sierpnia stworzył pierwszy szwadron kawalerii w sile 140 ludzi. Awansował na rotmistrza w maju 1915. W latach 1914–1917 oficer Legionów Polskich, organizator i dowódca 1 pułku ułanów Legionów Polskich, tzw. „beliniaków”. Na jego czele przeszedł cały szlak bojowy Legionów. W styczniu 1917 mianowany majorem, a w grudniu 1918 awansował na podpułkownika.
Po zakończeniu I wojny światowej w Wojsku Polskim. Był organizatorem i dowódcą 1 Brygady Kawalerii, na której czele stoczył wiele bitew na wojnie z Ukraińcami i bolszewikami. Sławny ze zdobycia Wilna w kwietniu 1919. 7 maja 1919 roku został awansowany na pułkownika z dniem 1 maja 1919 roku. Dowodził Grupą Kawalerii w 1920. Po 10 września 1920 decyzją ministra spraw wojskowych gen. Kazimierza Sosnkowskiego został mianowany dowódcą 209 pułku ułanów Podkarpackich. Później został zweryfikowany w stopniu pułkownika ze starszeństwem z dniem 1 czerwca 1919 roku i 8. lokatą w korpusie oficerów rezerwowych jazdy. W rezerwie został przydzielony do 1 pułku szwoleżerów Józefa Piłsudskiego w Warszawie. W 1934 roku figurował na liście starszeństwa oficerów rezerwy kawalerii z 1. lokatą. Pozostawał wówczas w ewidencji Powiatowej Komendy Uzupełnień Lwów Miasto i był reklamowany na 12 miesięcy.
W 1929 roku zamieszkał w Krakowie. Był tam prezesem Oddziału Krakowskiego Związku Legionistów. Po wystąpieniu z wojska, od 16 lipca 1931 do 1933, pełnił funkcję Prezydenta Miasta Krakowa. Następnie od 31 stycznia 1933 do 14 kwietnia 1937 pełnił stanowisko wojewody lwowskiego. Był sekretarzem Reprezentacji b. żołnierzy na Wschodzie. W lutym 1936 otrzymał honorowe obywatelstwo Łańcuta oraz wszystkich miejscowości i gmin powiatu łańcuckiego za zasługi w walce o niepodległość Polski i za zorganizowanie pomocy dotkniętym powodzią mieszkańcom tego powiatu. W 1936 został członkiem Komitetu Głównego Zjazdu Górskiego zorganizowanego w sierpniu 1936 w Sanoku. W lutym 1936 został wybrany prezesem Koła Beliniaków. Po powrocie do Krakowa w 1937 został dyrektorem generalnym Jaworznickich Komunalnych Kopalń Węgla SA. W 1937 otrzymał tytuł członka honorowego Małopolskiego Towarzystwa Rolniczego Oddziału we Lwowie.
Był myśliwym, polował m.in. z Rudolfem Wackiem, który zadedykował mu swoje wspomnienia myśliwskie pt. Darz Bór z 1936.
W 1937 przeszedł na emeryturę ze względu na pogarszający się stan zdrowia. Zmarł 13 października 1938 na atak serca w Wenecji, gdzie odbywał kurację. Uroczystości pogrzebowe w Krakowie stały się wielką manifestacją patriotyczną porównywalną w swych rozmiarach do tych po śmierci Marszałka Piłsudskiego. Został pochowany 20 października 1938 na cmentarzu Rakowickim w Krakowie, w kwaterze LXIX.

## Rodzina
W 1913 poślubił Anastazję Rudzką (zm. 1975). Żona pułkownika w latach 30. była przewodniczącą Zarządu Głównego Rodziny Urzędniczej. 5 grudnia 1933 we Lwowie wybrana została przewodniczącą Zarządu Rady Okręgowej „Rodziny Rezerwistów”, a 10 listopada 1938 odznaczona Złotym Krzyżem Zasługi „za zasługi na polu pracy społecznej”.
Z małżeństwa z Anastazją miał czterech synów i córkę:
- Zbigniewa Władysława (ur. 13 kwietnia 1914), prymusa Szkoły Podchorążych Kawalerii w Grudziądzu z 1936[32], podporucznika 1 Pułku Szwoleżerów Józefa Piłsudskiego, zmarłego tragicznie 7 lutego 1937 w Warszawie, w wyniku nieumyślnego postrzelenia się z broni palnej[33][34][35][36][37][38],
- Janusza (1917–1943), kaprala nawigatora 300 Dywizjonu Bombowego,
- Lecha (1921–2004), podchorążego kawalerii, uczestnika kampanii wrześniowej, a następnie żołnierza 2 Korpusu Polskiego,
- Andrzeja, zmarłego w niemowlęctwie,
- Alinę Angelusową (1923–2019), lekarza stomatologa, która po transformacji systemowej w Polsce działała na rzecz upamiętnienia swojego ojca[39].

## Ordery i odznaczenia
- Krzyż Srebrny Orderu Wojskowego Virtuti Militari nr 2523 (28 lutego 1922)[40][41]
- Wielka Wstęga Orderu Odrodzenia Polski (pośmiertnie, 19 października 1938)[42]
- Krzyż Komandorski z Gwiazdą Orderu Odrodzenia Polski (11 listopada 1935)[43][44]
- Krzyż Komandorski Orderu Odrodzenia Polski (10 listopada 1928)[45][46]
- Krzyż Niepodległości z Mieczami (24 października 1931[47]
- Krzyż Walecznych (czterokrotnie, po raz pierwszy 1921)[40][48]
- Złoty Krzyż Zasługi (7 listopada 1929)[49][40][50]
- Medal Pamiątkowy za Wojnę 1918–1921[40][50]
- Medal Dziesięciolecia Odzyskanej Niepodległości[50]
- Znak oficerski „Parasol”
- Odznaka „Za wierną służbę”
- Odznaka Pamiątkowa „Pierwszej Kadrowej”[51]
- Odznaka 1 pułku szwoleżerów Józefa Piłsudskiego[52]
- Order Krzyża Orła II klasy (Estonia, 1935)[50][53]
- Order Zasługi II klasy (Węgry)[50]
- Krzyż Komandorski Orderu Korony Włoch (Zjednoczone Królestwo Włoch)
- Krzyż Komandorski Orderu Lwa Białego (Czechosłowacja, 1933)[50][54][55].

W 2015 kolekcja 26 odznaczeń płk. Władysława Beliny-Prażmowskiego została przekazana przez Amelię Belina-Prażmowską z Toronto do Muzeum Józefa Piłsudskiego w Sulejówku.

## Upamiętnienie
Pozostała po nim pamięć o bohaterskich i pełnych ułańskich fantazji walkach o niepodległość w latach 1914–1920, sława twórcy odrodzonej kawalerii i urosła jeszcze za życia legenda. W Krakowie nazwano aleję jego imienia. 16 października 2018 ustanowiono ulicę Płk. Beliny-Prażmowskiego w Janowie Lubelskim. W lipcu 1939 poświęcono Szkołę Podstawową im. Władysława Beliny-Prażmowskiego w Zahutyniu.
Wizerunek Władysława Beliny-Prażmowskiego widnieje na rewersie srebrnej monety kolekcjonerskiej o nominale 10 złotych wyemitowanej przez Narodowy Bank Polski w 2019 r. w celu upamiętnienia wyprawy wileńskiej.

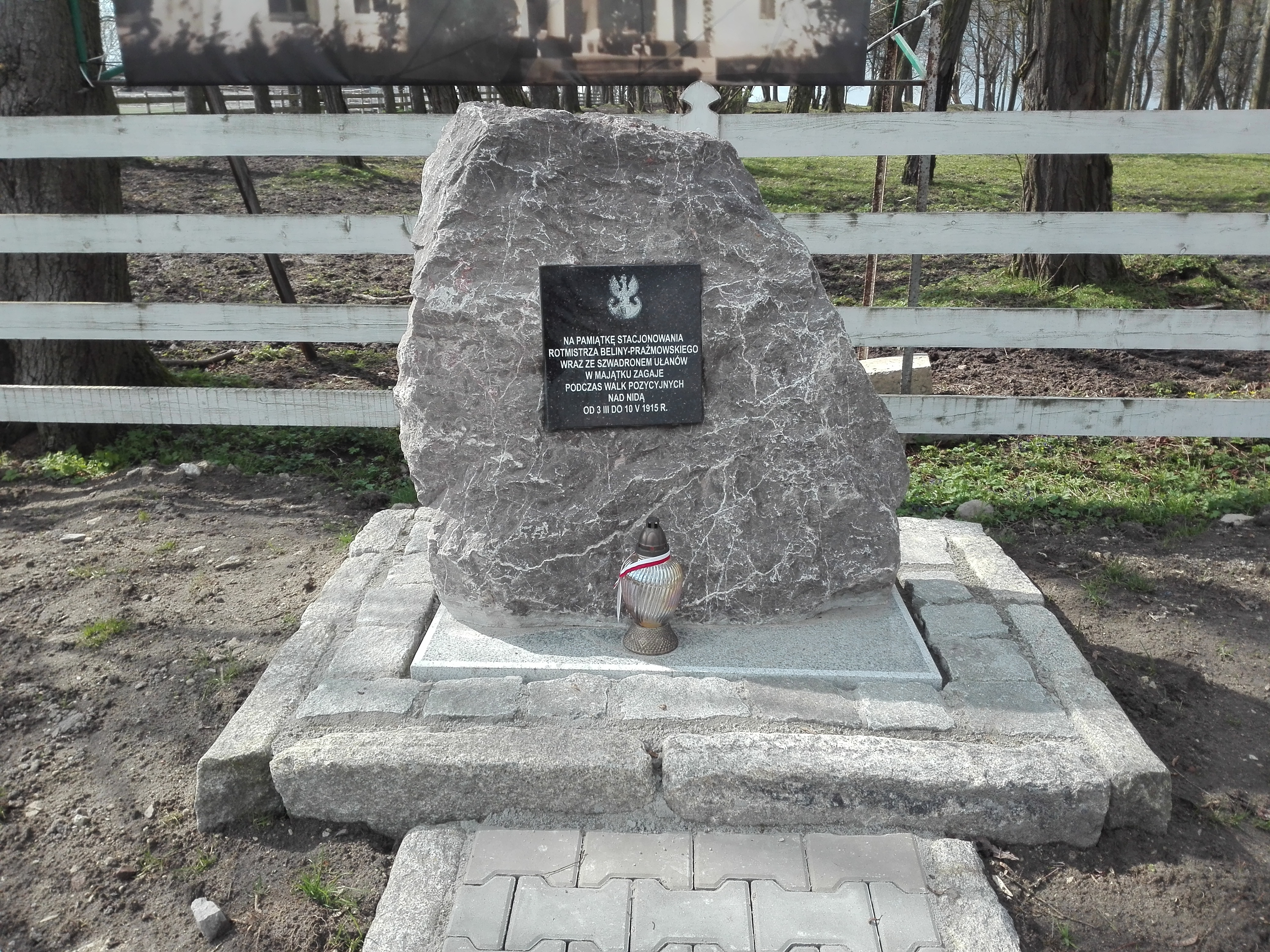
Obelisk postawiony na pamiątkę stacjonowania Rotmistrza Beliny – Prażmowskiego wraz z szwadronem ułanów w majątku Zagaje

W Zagaju znajduje się obelisk postawiony na pamiątkę stacjonowania Rotmistrza Beliny – Prażmowskiego wraz z szwadronem ułanów w majątku Zagaje podczas walk pozycyjnych nad Nidą w 1915roku.